# District de la Metropolitan Police

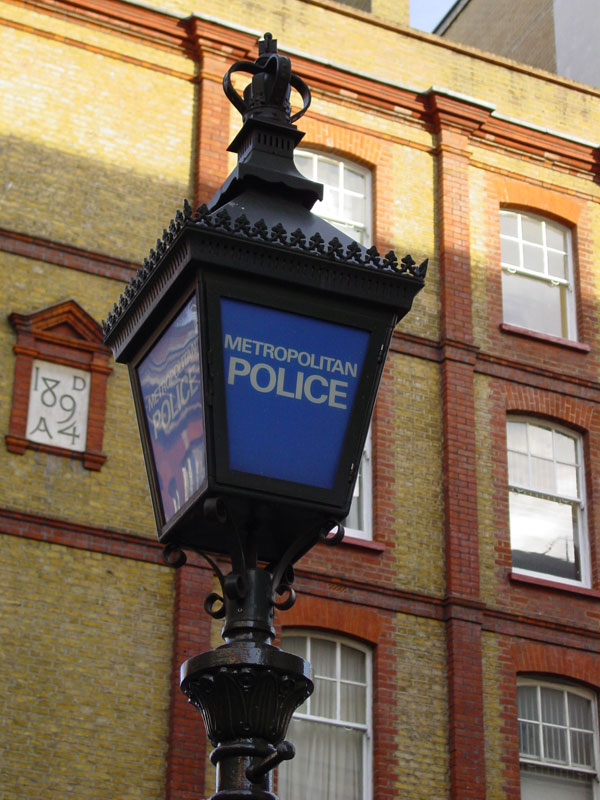
Metropolitan Police

Le District de la Metropolitan Police (Metropolitan Police District ou "MPD") est la zone couverte par la police de Londres : le Metropolitan Police Service.
Cette zone recouvre le Grand Londres, moins la City.

## Histoire
Le MPD a été défini par le Metropolitan Police Act de 1829 comme étant une zone circulaire s'étendant à 11 km (7 milles) autour de Charing Cross, et a été divisé en quatre districts et 17 divisions de police.
Il comprenait des parties du Middlesex, du Kent et du Surrey.
Il y a eu de nombreux changements des frontières du MPD ainsi que de ses divisions. Le Metropolitan Police Act de 1839 reconnait que la "frontière est… très irrégulière" et ajouta les localités qui se trouvaient dans le district de la Cour Criminelle centrale (Old Bailey), et "toute paroisse, village, quartier ou lieu" qui ne se trouvait pas à plus de 15 milles (24 km) de Charing Cross. Le district agrandi comprenait la région métropolitaine et des parties de l'Essex, du Kent, de l'Hertfordshire et du Surrey.
En 1946, les frontières du MPD ont été modifiées par le Police Act, pour correspondre aux limites du gouvernement local de l'époque. Certains districts ont été complètement exclus du MPD alors que d'autres y ont été intégralement inclus.
En 1965, les limites de Londres ont été repoussées pour correspondre à celles du MPD tel que défini dans la section 76 du London Government Act de 1963, ce qui a été confirmé en 1974 ,:
- Grand Londres, moins la Cité de Londres et les Temples
- Essex : Epping Forest
- Hertfordshire :
  - Broxbourne
  - Hertsmere
  - Welwyn Hatfield
- Surrey :
  - Elmbridge
  - Epsom et Ewell
  - Spelthorne
  - Reigate et Banstead

La Police Métropolitaine a été responsable de régions en dehors des limites du Grand Londres jusqu'en 1999 avec le Greater London Authority Act, qui a créé une Autorité de Police pour le Grand Londres (auparavant sous le contrôle du gouvernement central). Les limites du MPD sont maintenant confondues avec celles du Grand Londres, et les zones au-delà des limites ont été réattribuées à la Police de l'Essex, du Hertfordshire et du Surrey.

## Exceptions
Bien qu'à l'intérieur des limites du district, certaines parties de Londres ne sont pas sous l'autorité de la Police Métropolitaine. En effet, le Greater London Authority Act de 1999 a défini le district comme le Grand Londres, moins la Cité de Londres, lInner Temple et le Middle Temple. La City a sa propre force de police, la City of London Police, qui couvre aussi lInner et le Middle Temple.
Le Métro de Londres ainsi que les principales gares ferroviaires sont sous la responsabilité de la Police des Transports britannique.

## Liens
- Metropolitan Police Service
- Grand Londres